# Ламберг-Ског, Карин
Карин Ламберг-Ског (швед. Karin Lamberg-Skog; род. 17 января 1961 года, Уппсала) — шведская лыжница, призёрка чемпионата мира.
В Кубке мира Ламберг-Ског дебютировала в 1982 году, в феврале 1985 года впервые попала в десятку лучших в индивидуальной гонке на этапе Кубка мира. Всего в индивидуальных гонках имеет на своём счету 6 попаданий в десятку лучших на этапах Кубка мира. Лучшим достижением Ламберг-Ског в общем итоговом зачёте Кубка мира являются 18-е место в сезоне 1985/86.
На Олимпиаде-1980 в Лейк-Плэсиде показала следующие результаты: 17-е место в гонке на 5 км, 17-е место в гонке на 10 км и 6-е место в эстафете.
На Олимпиаде 1984 года в Сараево стала 16-й в гонке на 5 км коньком, 18-й в гонке на 10 км классикой и 5-й в эстафете.
На Олимпиаде-1988 в Калгари показала следующие результаты: 22-е место в гонке на 20 км коньком и 6-е место в эстафете.
За свою карьеру принимала участие в двух чемпионатах мира, на чемпионате мира 1987 года завоевала бронзовую медаль в эстафете.